# Roi Fernandiz de Santiago
Roi Fernandiz de Santiago (también Roi Fernandiz clérigo) fue un clérigo y trovador gallego del siglo XIII. Existen documentos que lo mencionan por haber frecuentado la corte de Alfonso X.

## Biografía
Se conservan muy pocos datos biográficos. A pesar de que su obra aparece con 2 firmas distintas (las cantigas de amor como Roi Fernandiz de Santiago y las de amigo como Roi Fernandiz clérigo) hay consenso en creer que son del mismo autor. A esta conclusión se llegó por la colocación de las cantigas en los cancioneros (en el grupo de clérigos y en la misma posición con respecto a las obras de Martin Moxa) y por un testamento de 1273 en el que se refiere a él como natural de Compostela y clérigo. Este documento realizado en Salamanca, junto con otra documentación de los inicios de la Universidad de Salamanca, reflejan su condición de catedrático, se supone que no antes de 1255, desconociendo de qué materia y si impartía clase. Xavier Ron Fernández localizó un documento de 1284 con su nombre referido a él como monje del Monasterio de San Pelayo de Antealtares, si se tratase de la misma persona, tendría fallecido más de una década más tarde de la fecha en la que realizó su testamento.

## Obra
Se conservan 25 obras, agrupadas en 18 cantigas de amor y 7 cantigas de amigo.